# Сан-Жуан-ду-Пакуи
Сан-Жуан-ду-Пакуи (порт. São João do Pacuí) — муниципалитет в Бразилии, входит в штат Минас-Жерайс. Составная часть мезорегиона Север штата Минас-Жерайс. Входит в экономико-статистический микрорегион Монтис-Кларус. Население составляет 3751 человек на 2006 год. Занимает площадь 420,462 км². Плотность населения — 8,9 чел./км².

## История
Город основан 22 декабря 1996 года.

## Статистика
- Валовой внутренний продукт на 2003 год составляет 9 783 628,00 реалов (данные: Бразильский институт географии и статистики).
- Валовой внутренний продукт на душу населения на 2003 год составляет 2636,39 реалов (данные: Бразильский институт географии и статистики).
- Индекс развития человеческого потенциала на 2000 год составляет 0,615 (данные: Программа развития ООН).